# 神前町 (神戸市)
神前町（かみまえちょう）は兵庫県神戸市灘区の町名。現行行政地名は神前町一丁目から神前町四丁目。
令和2年国勢調査（2020年10月1日）における世帯数494、人口863、うち男性416人、女性447人。郵便番号は657-0052。

## 地理
東は日尾町、南は六甲町、西は将軍通、北は西部が篠原南町で東部が八幡町。東から順に一～四丁目がある。

## 歴史
昭和6年（1931年）9月に、春日神社（都賀荘の豪族若林氏が中世に奈良（春日大社）から分霊してきたという）の社前である事から命名された。天正13年（1585年）創建の福正寺も域内に有する。